# الحرف القرمزي
الحرف القرمزي (1850) هي رواية كتبها ناثانيال هاوثورن، وهي تعد واحدة من الروائع التي كتبها. تدور أحداث الرواية في القرن السابع عشر في مدينة بوسطن المتزمتة. وتحكي قصة هستر براين التي أنجبت بعدما ارتكبت خطيئة الزنا، ثم تتوب وتحاول أن تعيش حياة كريمة، ويُحاول هوثورن استكشاف مواضيع جديدة حول القانون، والخطيئة، والإثم.

## الحبكة الدرامية
تدور أحداث الرواية خلال فصل الصيف في مدينة بوستون بماساشوستس بالقرن السابع عشر، داخل قرية متزمتة. تَضْطَّر سيدة شابة، تُدْعَى هستر براين، أن تُغَادِر البلدة هي وطفلتها الرضيعة. وكانت ترتدي على صدرها قطعة قرمزية اللون من القماش. وكانت القماشة على شكل الحرف "A". يُمثِّل الحرف القُرمُزيّ "A" خطيئة الزنا التي ارتكبتها هستر، فهو رمز لإثمها أو عارها ليراه كل الناس. يُخبر أحد الناس رجلاً كبيراً بأن هستر قد ارتكبت الزنا. قام روجر شيلينجوورث، زوج هستر الذي يكبرها بكثير، بارسال زوجته إلى أمريكا، بينما ظل هو لترتيب بعض الأمور في أوروبا. لم يصل روجر إلى بوستون، وأجمع الناس على أنه فُقِدَ في البحر. ومن الواضح أن هستر قد تورطت في علاقة أثناء انتظار زوجها، مما أسفر عن ولادة ابنتها. لكن هستر لن تبوح باسم حبيبها، ويبقي الحرف القرمزى وفضيحتها بين الناس بمثابة عقاب لها على إثمها وتكتمها. وفي هذا اليوم، أمر رؤساء المدينة بشنقها، ولكنها رفضت ذِكر اسم والد طفلتها.
ويتضح أن الرجل العجوز هو زوج هستر المفقود. حيث جاء إلى بوستون من أجل الانتقام. ولم يبوح بهويته الحقيقية إلى لهستر. ومرت سنوات عديدة. عملت هستر كخياطة، وكبرت ابنتها بيرل لتصبح طفلة عنيدة شيطانية. تعتبر بيرل رمز الحرف القرمزي الذي يمثل حب هستر وعقابها. وقد عاشوا في كوخ صغير على أطراف مدينة بوستون، بعد أن أصبحوا منبوذين من المجتمع. حاول مسئولون في المجتمع أخذ بيرل من أمها، ولكن تمكَّنت الأم وابنتها من البقاء معاً بمساعدة أحد الوزراء يدعى آرثر ديميسدال. ويبدو أن ديميسدال يعاني من مشاكل في القلب ناتجة عن مشاكل نفسية. وتمكن شيلنجوورث من ملازمة الوزير المريض ليمنحه الرعاية اللازمة طوال الوقت. كان شيلنجوورث يشك بوجود علاقة بين مرض ديميسدال والسر الذي تُخفيه هستر. ولذلك، بدأ في اختبار الوزير ليأخذ منه ما يستطيع من معلومات. وفي أحد الأيام، اكتشف شيلينجوورث شيئاً تم إخفاؤه عن القاريء أثناء ما كان الوزير نائماً، وهو حرف "A" موشوم على صدر ديميسدايل، مما أكَّد شكوكه.

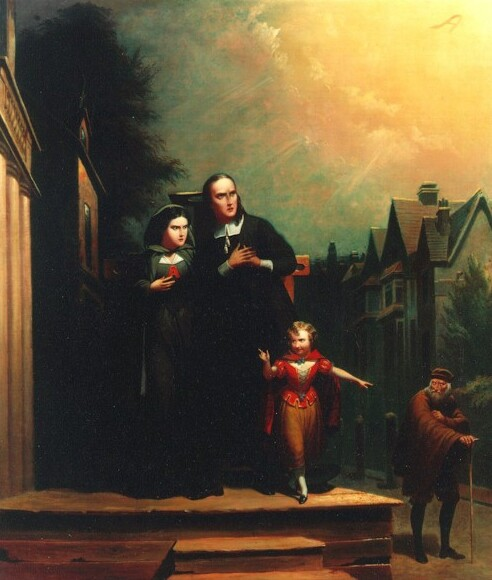
لوحة الحرف القرمزي.بريشة الفنان تي إتش ماتيسون. قد يكون رسم هذه اللوحة الزيتية في عام 1860 على قماش الكانافا استرشاداً بنصيحة هوثورن.

زادت المشاكل النفسية التي يعاني منها ديميسدال، وقام باختراع أساليب جديدة لتعذيب نفسه. أثناء ذلك الوقت، زادت أعمال هستر الخيرية من تعاطف المجتمع معها. وفي ليلة من الليالي، قابلت هستر وابنتها ديميسدال وهما عائدتان من زيارة جون وينتروب في ساعاته الأخيرة قبل موته. وكان الوزير يقف فوق مشنقة البلدة يحاول أن يعاقب نفسه على أخطائه. انضمت إليه هستر وابنتها. رفض ديميسدال طلب بيرل بالاعتراف بها علناً في اليوم التالي. ثم ظهر شهب على شكل حرف A ذو لون أحمر باهت في السماء المظلمة. فَسَّرَه بعض سكان المدينة بأنه يرمز للملاك، لموت شخص مهم في المجتمع، ولكن ديميسدال رأى أن الحرف يرمز لفاحشة الزنا. وبَدَأَت حالة الوزير تسداد سوءً، وبالتالي قررت هيستر التدخل. ذًهبت إلى شيلينجوورث وطلبت منه أن يتوقف عن تعذيب ديميسدال. ولكنه رفض. وبالتالي، هدَّدته هيستر بأنها ستُخبر ديميسدال بهوية شيلينجوورث الحقيقية.
كانت هيستر وابنتها تتمشيان في الغابة. لم تُشرق الشمس على هستر، بينما كانت بيرل تنعم بأشعة شمس. وفي نفس الوقت، قابلتا ديميسدال الذي كان يتمشى في الغابة أيضاً. أخبرت هستر ديميسدال بحقيقة هوية شيلينجوورث. ومن ثم قرر الحبيبان الهرب إلى أوروبا، حيث يمكنهما العيش معاً مع بيرل كعائلة واحدة. سيركبون مركباً ليتجهوا إلى أوروبا في أربعة أيام. شعر كل منهما بشيء من الحرية، وقامت هستر بإزالة الحرف القرمزي وتركت شعرها ينساب. وشَقَّت أشعة الشمس السحاب والشجر لِتُنير فرحة وحرية هستر. ولم تتعرف بيرل على أمها يدون ارتداء الحرف القرمزي. وبدأت تصرخ حتى أشارت أمها على الحرف القرمزي الموجود على الأرض. طلبت هستر من بيرل أن تأتي إليها، ولكنها لن تذهب إليها إلا إذا أعادت هستر الحرف القرمزي إلى فستانها مرة أخرى. ثم ذهبت بيرل إلى أمها. قَبَّل ديميسدال بيرل على جبهتها، ولكنها قامت بمسحها لأن ديميسدال يرفض الاعتراف بها على الملأ. ومع ذلك، يبدو أن الوزير قد بدأ يشعر براحة تجاه ما اقترفه من أخطاء في حياته الماضية.
وقبل رحيل السفينة بيوم، اجتمع سكان البلدة للاحتفال بالانتخابات، وقام ديميسدال بإلقاء خطبة بليغة جداً. وعلمت هستر في نفس الوقت بأن شيلينجوورث قد عرف بخطتهما، وحجز تذكرة على نفس السفينة. وبعد أن غادر ديميسدال الكنيسة فور إنهاء خطبته، وجد هستر وبيرل واقفتين عند المشنقة. ثم قام بالصعود إلى المشنقة ليَنْضَم إلى حبيبته وابنته، واعترف بها علناً. ثم كشف عن العلامة المحفورة على صدره. ومات ديميسدال بعد أن قَبَّلَتهُ بيرل.
مات شيلينجوورث بعد عام من موت الوزير بسبب غضبه لعدم الانتقام. رحلت هستر وابنتها عن مدينة بوستون، ولم يعرف أحد ماذا حدث لهما. وبعد مرور عدة سنوات، عادت هستر وحدها لتعيش في كوخها القديم وتمارس أعمالها الخيرية. وكان يصلها خطابات من بيرل. كانت هناك شائعات بأن بيرل قد تزوجت برجل أوروبي أرستقراطي، وأصبح لها عائلتها الخاصة. ورثت بيرل كل أملاك شيلينجوورث، على الرغم من أنه كان يعلم أنها ليست ابنته. أصبحت هستر تشعر بالحرية، وقد غفر لها أهل البلدة طيشها، خاصة النساء. عندما ماتت هستر، دُفِنت في مقبرة جديدة بالقرب من مقبرة أخرى بالقرب من كنيسة الملك. كانت مقبرتها بالقرب من المقبرة الغارقة، ولكن هناك مسافة بينهما. وهناك بلاطة واحدة للضريحين. وتم تزيين البلاطة بالحرف "A"، ليشير إلى هستر وديميسدال.

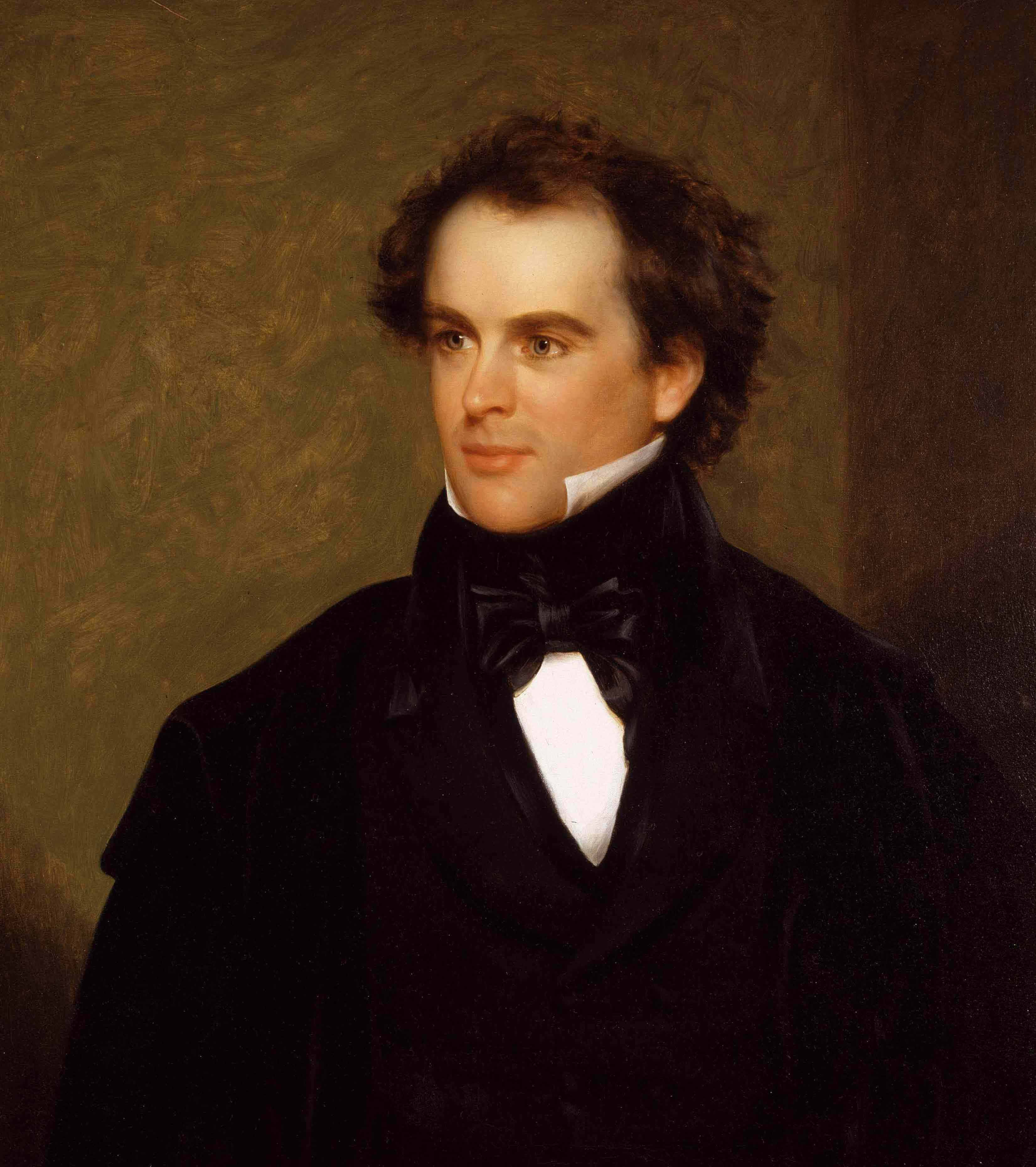
ناثانيل هوثورن

## المواضيع الرئيسية

### الخطيئة
تستدعي تجربة هستر وديميسدال قصة آدم وحواء، لأن الخطيئة في الحالتبن تؤدي إلى الطرد والمعاناة. كما أنها تؤدي إلى المعرفة—خاصة معرفة معني كلمة إنسان. يرمز الحرف القرمزي لهستر بجواز سفرها إلى منطقة لا تجرأ النساء الذهاب إليها، مما جعلها تتأمل مجتمعها بشكل أكثر جرأة من أي شخص آخر في إنجلترا الحديثة.
تعاطف الناس مع الوزير المخادع، وانضم إلى إخوانه الخاطئين في الإنسانية. واشتقت خطبته البليغة من هذا الشعور بالتعاطف. احتفظت لغة القس آرثر ديميسدال بالمبادي القديمة للفكر المسيحي. ويُعتبر سقوطه نابعاً من لعنه؛ حيث بدا بأنه نقي. وانتهى بالفساد. وتكمن الخديعة في أن الوزير هو الذي خدع نفسه، حيث يُقنع نفسه في كل مرحلة من مراحل الحج بأنه قد كفَّر عن ذنبه.
يتناقض جمال شجرة الورود مع كل ما هو موجود حولها—كما سيكون الحرف القرمزي لاحقاً في القصة. وتبحث الشجرة عن بعض الأخلاق الجميلة في القصة التراجيدية، كما أنها تُعبر عن حنان روح الطبيعة على هستر الضالة وابنتها (الزهور التائهة بين الأعشاب)، في مقابل قسوة جيرانها المتزمتين. ودائماً ما نجد مقابلة بين صُوَر الطبيعة والظلام القاتم للمتزمتين ونِظَامِهِم.
يَعكِس جِسم شيلينجوورث المُشَوَّه الشَّر الكامن داخل روحه، والذي تزايد مع تَقَدُّم أحداث القصة. تماماً كما يُمثِّل مرض ديميسدال اضطرابه الداخلى. حيث يعكس الشكل الخارجي للإنسان ما بداخل قلبه.
تُعد الوظيفة الرئيسية لشخصية بيرل هي أنها رمز، على الرغم من تعقيدها. تُجسِّد بيرل الحرف القرمزي. وكانت دائماً ما ترتدي فستان قرمزيّ اللون مُزَيَّن بخيوط ذهبية، وهو ما يشبه الحرف القرمزي الموجود على صدر هستر. هناك تشابه بين بيرل وبيترس في قصة ابنة رابتشيني. تمت دراسة الشخصيتين بنفس الاتجاه، ولكن من وجهة نظر مختلفة. تَغَذَّت بيترس على نباتات سامًةـ حتى أصبحت هي نفسها سامَّة. بينما شَرِبَت بيرل من كأس الخطيئة التي ارتكبها أبواها، في عالمها المجهول قبل أن تولد.

### الماضي والحاضر
تم التعبير عن الصدام بين الماضي والحاضر بأكثر من طريقة. قعلى سبيل المثال، هناك شخصية الجنرال الكبير البطل الذي يتمتع بالمثابرة، والاستقامة، والشفقة، والقوة الأخلاقية الداخلية. وكان يُلَقَّب بـ«روح إنجلترا الحديثة». ولكنه يذهب إلى المرعى، وأحياناً يترأَّس الـCustom House الذي يعمل به مجموعة من الخادمين الفاسدين، الذين يهربون من العمل للنوم، ويُهَرِّبُونَ البضائع. ويُدِيرُهم مُرَاقِب لا يتمتع بقُوَّة فِكرية، أو عُمق عاطفي، أو إدراك. إنه شخص طيِّب ولكنَّه قليل الحيلة.
يمتلك هوثورن مشاعر متضاربة حول دور أسلافه في حياته. وَصَفَ هوثورن أسلافه في سيرته الذاتية بأنهم قاتمين، وملتحين، ويشبهون حيوان السمُّور، ويلبسون تيجان من الفولاذ، ومُتعسِّفين، حيث تمحى أعمالهم السيئة ما قدموه من أعمال جيدة. هناك شك بسيط تجاه ازدراء هوثورن لتلك المنظومة الأخلاقية المُتَزَمِّتَة وصرامتِها. لقد تخيَّل رؤية أسلافه عنه وازدرائهم له: إننى أُعَد غير ناجح في أعينهم، وليس لي قيمة، ومخزٍ. «مجرد كاتب لكتب قصصية!» على الرغم من عدم موافقته الرأي مع أسلافه، يشعر هوثورن بوجود رباط فطري بينه وبينهم. يبقي دمهم في شايينه، ويبقي عدم تسامحهم وعدم إنسانيتهم موضوع رواياته.

## تاريخ النشر
كان هوثورن يُخطط لأن تكون رواية الحرف القرمزي رواية قصيرة ضمن مجموعة كان ينوى أن يسميها أساطير الماضي. ولكن الناشر جيمس توماس فيلد أقنعه بأن تكون الحرف القرمزي رواية كاملة مستقلة. نُشِرَت الرواية في ربيع عام 1850 من قِبَل شركة تيكنور وفيلدز، لتبدأ فترة ازدهار أعمال هوثورن. وعندما سلَّم هوثورن الصفحات الأخيرة للشركة المُنْتِجّة في شهر فبراير عام 1850، قال: «لقد كَتبت بعض أجزاء القصة بعناية فائقة»، ولكنه شكَّ أن تُحقق شعبية بين الناس. حققت الرواية مبيعات ضخمة فور نشرها، على الرغم من أن الكاتب لم يَربح منها سوى 1500 دولاراً أمريكياً على مدى 14 سنة. أثار نشْر الكتاب غضب السكان الأصليين لمدينة سالم، حيث رفضوا ازدراء هوثورن لهم في مقدمة روايته. ثم قام هوثورن بطباعة 2500 نسخة جديدة من الحرف القرمزي في الثلاثين من شهر مارس عام 1850، وقرَّر أن يعيد طباعة الرواية دون تغيير أي كلمة في المقدمة. إن الخصائص المميزة للمسودة هي الصراحة والدعابة الحقيقية. وأنكر وجود أي عداوة أو شعور سلبي شخصي أو سياسي من أي نوع.
يَكمن نجاح الكتاب الفوريّ والأبديّ في معالجة القضايا الأخلاقية والروحية من منظور أمريكي مميز.[بحاجة لمصدر] لم يكن من السهل مناقشة موضوع الزنا في عام 1850. ومع ذلك، لم يعارض أحد هوثورن لمناقشته هذا الأمر بسبب دعم المؤسسة الأدبية لإنجلترا الحديثة. وقيل أن هذا العمل يُمثَّل عبقرية هوثورن الأدبية، لأنه عمل مُعَقَّد يحتوى على وصف موجز. ظلَّ الكتاب باقياً لما يتمتع به من عمق فلسفي ونفسي، وظلت الأجيال تقرأه باعتباره رواية كلاسيكية تعالج موضوع عالمي.
تعتبر رواية الحرف القرمزي أول كتاب يحقق مبيعات ضخمة في أمريكا. وخلال منتضف التسعينيات، قام بعض الأشخاص بتجميع صفحات الكتاب يدوياً وبيعها بكميات صغيرة. تم بيع أول مجموعة من الحرف القرمزي، التي بلغت 2500 نسخة، في عشرة أيان فقط. يَعتبر هواة تجميع الكتب النسخ الأولى كتب نادرة، وقد يصل سعرها إلى 6000 دولار أمريكي.

## ردود الأفعال النقدية
قال الناقد إيفيرت أغسطس، وهو صديق هوثورن، أنه يفضل قصص الكاتب التي تشبه حكايات واشنطن إيرفينج. كما اعترض الناقد إدوين بيرسي، وهو صديق هورثون أيضاً، على كمية الإحباط المُركز التي تحتوى عليها الرواية، وتفاصيلها النفسية العميقة. وكَتب أن الرواية مُؤلِمة جداً. بينما ذكر كاتب القرن العشرين لورانس بأنه لا يوجد عمل أفضل من الحرف القرمزي للتعبير عن الخيال الأمريكي.

## التلميحات
- آني هوتشينسون، ذكرت في الباب الأول، The Prison Door (باب السجن)، كان من المنشقين (1591 - 1643). تم حرمانها من الكنيسة البوريتينية خلال فترة عام 1630، وتم نفيها من مدينة بوستون، وانتقلت إلى جزيرة رودي.[4]
- كان مارتن لوثر (1483-1545) قائداً لثورة الإصلاح البروتيستانتي في ألمانيا.
- ارتكب كل من سير توماس أوفرباي والدكتور فورمان فاحشة الزنا في عام 1615 في إنجلترا. اتُّهم الدكتور فورمان بمحاولة قتل زوجته وحبيبها. كان أوفرباي صديق للعشيق، ويقال أنه مات مسموماً.
- جون وينثروب (1588-1649) هو أول حاكم لمستعمرة خليج ماساشوستس.
- إن الأرض التي بني عليها كنيسة الملك موجودة بالفعل. وألهم ضريح إليزابيث فكرة ضريح البطلة.
- يرمز الحرف القرمزي إلى الحملة العلنية بقلم ريتشارد داوكنز.

## الثقافة الشعبية
- 1917: فيلم أبيض وأسود صامت أخرجه كارل هارباو. جسدت شخصية هستر الممثلة ماري مارتن.
- 1926: فيلم صامت أخرجه فيكتور سيجوستروم، وقام ببطولته ليليان جيش ولارس هانسون.
- 1934: فيلم من إخراج روبرت فيجنولا وبطولة كولين مور
- 1958-59: أوبرا لروبن ميلفورد
- 1973: Der Scharlachrote Buchstabe، فيلم للمخرج فيم فيندرس بألمانيا
- 1979: نسخة تليفيزيونية من بطولة ميغ فوستر وجون هيرد
- 1994: موسيقي الروك، «الحرف القرمزي» بقلم مارك جفرنور، وتم إنتاجه في لوس أنجليس.
- 1995: الحرف القرمزي، فيلم من إخراج رولاند جوفي، وبطولة ديمي مور التي قامت بدور هستر، وغاري أولدمان الذي قام بدور آرثر ديمسدال. تم تكييف هذه النسخة وفقاً لكتاب هورثون.
- الحرف الأحمر (في الدم الذي أنتج عام 1999) بقلم سوزان لوري باركس بعد اقتباس بعض العناصر والمواضيع من الرواية الأساسية.
- 2001: مسرحية موسيقية عُرضت لأول مرة على هامش مهرجان فرينج بمدينة أدنبرة، اسكتلندا، كتبتها ستايسي مانسين، ودانيال كولوسكي، وسيمون جراي
- 2001: أشارت الفرقة الموسيقية «تول» للرواية في أغنية «الحقد» ضمن ألبوم Lateralus.
- 2004: الحرف القرمزي، فيلم كوري حول مونولوج لزانية تخطط لتربية طفلتها بيرل في أميركا.
- 2005: قدَّمت فرقة كريستيان أغنية بعنوان «هل هناك من يسمعها»، والتي تشير إلى الحرف القرمزي، وهي تتشابه مع قصة هستر براين.
- 2005: حماقات بروكلين، رواية بقلم بول أوستر تحكي مؤامرة تزوير المخطوط الأصلي للحرف القرمزي. زعمت أحد الشخصيات بأنها فقدت النص الأصلي—وغالباً تم حرقه، إما بواسطة هوثورن نفسه أو في حريق المخزن. بينما قال البعض بأنه تم إلقاء الأوراق في القمامة—أو تم استخدامها لإشعال السجائر.
- 2007: أصدرت فرقة الدم الأسود أغنية بعنوان «هستر برين».
- 2007: فرقة باليه من أشفيل نورث كارولاينا قامت بتفسير الحرف القرمزي.
- 2008: العار، أوبرا بقلم مارك جافرنر اعتمدت على رواية «الحرف القرمزي»، وعرضت لأول مرة في لوس أنجليس. إنها إعادة لعمله المسرحي الذي قدمه عام 1994، وأنتجها في مدينة بوستون في عام 2000، ثم أنتجها للراديو في عام 2005 في برلين. وافقت جمعية ناتانيل هوثورن على نسخة عام 2000، وقامت بتقديمها.[14]
- 2008: جامعة أركنساس الوسطى في كونوي، قدمت أركنساس أول أوبرا لرواية الحرف القرمزي.
- 2008: أصدر Mudvayne أغنية بعنوان «حروف قرمزية» ضمن ألبوم «اللعبة الجديدة»، والذي صدر في 18 من شهر نوفمبر عام 2008.
- 2009: كتب ميستري دوب أغنية بعنوان «قصة هستر برين».
- 2010: حرف الA السهل، فيلم مقتبس من الكتاب يخرجه ويل غلوك، وبطولة إيما ستون. طالبة بالمدرسة الثانوية تعكس حياتها قصة هستر برين.

## اللهجة الأمريكية العامية
يُستخدم مصطلح «الحرف القرمزي» للإشارة إلى أي شيء يُمكن أن يُوصف به الإنسان بأي شكل، وذلك لسنوات عديدة بعد اِصدار الرواية. كان استخدام النازيين للنجمة الصفراء للإشارة إلى اليهود نوع من أنواع استخدام «الحرف القرمزي»، وذلك في فترة الثلاثينيات والأربعينيات. كما كانت محاولات الحكومة لمنح رخصة معينة لصنع علامات للمجرمين تعتبر استخداماً لمصطلح «الحرف القرمزي».
يشير هذا الاستخدام بشكل مباشر إلى حرف الA القرمزي الذي كانت ترتديه بطلة الرواية. يُعتبر ذلك نوعاً مميزاً من العقاب. يكمن عقاب الحرف القرمزي في أنه علامة (1) تبقي للأبد، و (2) تُعَرِّف كل الناس بخطيئة الفرد، و (3) تُزيد من عذاب الشخص من خلال عدم القدرة على الهرب من جرائمه الماضية. لا يستطيع الإنسان أن يبقى بعيداً عن ماضيه، وبالتالي يمنع «الحرف القرمزي» الشخص من الشفاء مما إقترفه من أخطاء في الماضي.
يُقَال بأن الهدف من الحرف القرمزي هو حماية العامَّة، ولكنه في الحقيقة يهدف إلى زيادة عذاب المخطيء. كانت حرية الفرد في الولايات المتحدة نابعة من حركة الاستقلال، وبالتالي فإن أي إنقاص من حرية الفرد الحركية، أو الفعلية، أو الشخصية يُعتبر مبالغ فيه ومُخيف. يُستخدم المصطلح دائماً ليُشير إلى رؤية العامَّة لخصوصية الفرد، وقد تمت صياغته من أجل أغراض طيبة. ولكنه يُستخدم في الواقع للتحقير من حرية من يحمل هذا الرمز.

## الروابط الخارجية
- الحرف القرمزي على موقع الموسوعة البريطانية (الإنجليزية)

- النص الأصلي للحرف القرمزي الذي استضافته جامعة فرجينيا
- هوثورن على موقع سالم حول هيستر وبيرل في الحرف القرمزي
- كتاب مجاني: The Scarlet Letter على مشروع غوتنبرغ
- الحرف القرمزي —دليل الدراسة، والمواضيع، والاقتباسات، دليل المعلم